# Elvio Salvatore
Elvio Alfonso Attilio Salvatore (Melfi, 29 marzo 1928 – Roma, 11 gennaio 1990) è stato un politico e avvocato italiano.

## Biografia
Attivo sin da giovanissimo nelle file del Partito Socialista Italiano, si mise in evidenza negli anni Cinquanta ponendosi alla guida dei movimenti di lotta dei contadini che rivendicavano riforme agrarie e condizioni di lavoro migliori. Nel 1968 è stato sindaco di Melfi.
Nipote di Attilio Di Napoli (ministro nel secondo Governo Badoglio) e figlio di Mauro Salvatore, entrambi figure di spicco del socialismo lucano e dell'area melfese in particolare, Elvio Salvatore è divenuto ed è stato a lungo il leader socialista più rappresentativo in Basilicata.
È stato ripetutamente eletto alla Camera dei deputati (dal 1968 al 1979), ha ricoperto il ruolo di sottosegretario dell'allora Ministero dell'agricoltura e foreste (carica rivestita durante i Governi Rumor IV e V), è stato presidente della Commissione Lavoro della Camera (VIII legislatura), ha avuto incarichi negli organi direttivi nazionali del PSI.
Il Partito socialista di Melfi ha dedicato ad Elvio Salvatore la locale sezione cittadina. Anche il Comune di Melfi ha ricordato la figura del leader socialista intitolandogli una strada della città.